# Антоніу Фелікс Мамаду де Фарія і Майа
Антоніу Фелікс Мамаду де Фарія і Майа (17 жовтня 1945) — португальський дипломат. Надзвичайний і Повноважний Посол Португалії в Україні (1999—2001).

## Життєпис
Народився 17 жовтня 1945 року в Лісабоні. У 1978 закінчив Лісабонський університет, юридичний факультет.
З 1978 по 1979 — аташе МЗС Португалії.
З 1981 по 1982 — помічник кабінету міністра МЗС Португалії, 3-й секретар.
З 1982 по 1983 — 2-й секретар посольства Португалії в Хараре (Зімбабве).
З 1983 по 1985 — співробітник посольства Португалії в Мапуту (Мозамбік).
З 1985 по 1988 — тимчасовий повірений у справах Португалії в Хараре (Зімбабве).
З 1988 по 1991 — дипломатичний консультант Цивільної адміністрації Президента М.Соареша.
З 1991 по 1993 — тимчасовий повірений у справах Португалії в Віндгуці (Намібія).
З 1995 по 1997 — очолював службу протоколу, церемоніалу та візитів Управління державного протоколу МЗС Португалії.
З 1997 по 1999 — повноважний міністр і віце-президент Інституту ім. Камоенса.
З 1999 по 2001 — Надзвичайний і Повноважний Посол Португалії в Києві (Україна).